# Bruno Paillard
Bruno Paillard est une maison de Champagne, fondée en 1981 à Reims et dont le siège est situé avenue de champagne à Reims.

## Histoire
Bruno Paillard, courtier de métier, crée sa propre maison de champagne à 27 ans, en 1981, sans un seul arpent de vigne et dans une cave louée. En 1994, l'entreprise achète ses premières vignes : 3 hectares de grands crus à Oger dans la Côte des Blancs. Elle poursuit les acquisitions de vignoble pour atteindre, de nos jours, 32 hectares dont 12 en grand cru.

## Caves et bâtiments
Le site de Reims, ne possède pas de cave taillée dans la craie comme c’est le cas dans les autres maisons de Champagne à Reims car la société Bruno Paillard, qui serait à l’origine d’un concept totalement révolutionnaire[réf. nécessaire] en Champagne à l’époque, crée en 1984, la première cave entièrement hors-sol. En 1990, pour faire face à l’augmentation de son stock, le bâtiment est modifié par l’architecte Jacques Bléhaut.

## Le domaine viticole
De 3 hectares d’origine, le vignoble de la maison s’étend de nos jours sur 32 hectares dont 12 en grand cru. Le reste du raisin est issu de producteurs historiques.

## Production
La production est d’environ 500 000 bouteilles chaque année dont 75 % sont vendues à l'étranger.